# Jochfund von Toberdaly

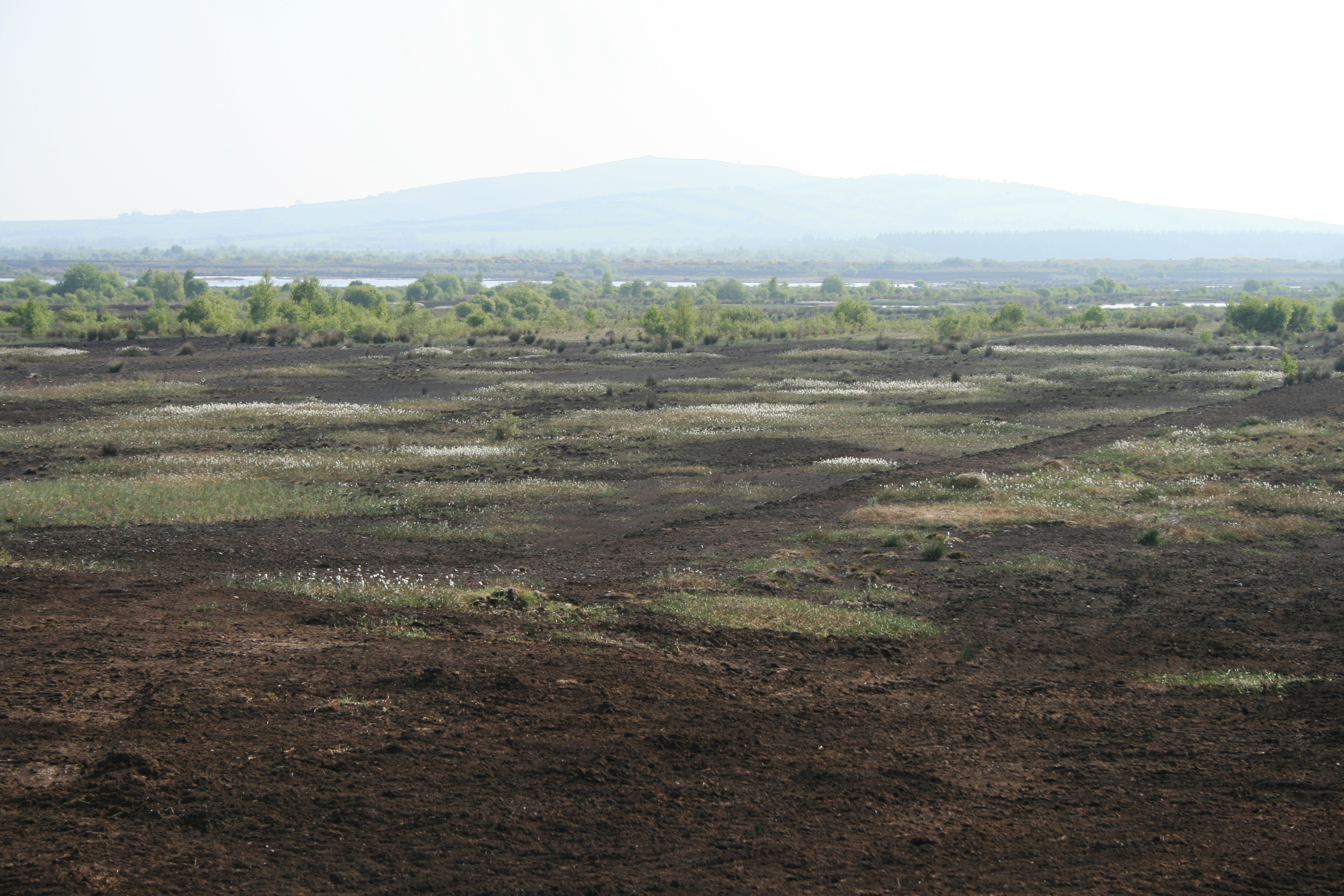
Moorlandschaft am Croghan Hill

Der Jochfund von Toberdaly im Ballybeg Bog (Moor) im County  Offaly in Irland erfolgte im Jahre 2001. Gefunden wurden Teile eines geschnitzten Jochs, das zu den frühesten Belegen für die Verwendung von Jochen in Irland gehört. Ballybeg Bog liegt etwa 2,0 km westlich von „Rhode Bridge“ und ist Teil einer Moorfläche am Croghan Hill.
Die drei Jochfragmente wurden auf der Feldoberfläche beim Dorf Toberdaly (irisch Tobar Dálaigh) gefunden. Sie lagen unter unregelmäßig verlegtem Reisig, das auf 889–543 v. Chr. datiert wurde. Ein Horn einer langhornigen Rinderrasse wurde etwa 27 m östlich gefunden und gilt als zeitgenössisch, obwohl keine Beziehung zwischen den Artefakten hergestellt werden konnte.
Das Joch überlebt als Teil eines Balkens mit horizontaler Perforation, einem Kragen und einem Holzknebel, der durch ein Lederband befestigt war. Das Lederband verläuft durch die vertikale Perforation und wird von einem zweiten, kleineren Holzknebel gehalten. Eine erhöhte Rippe verläuft als Versteifung entlang der Oberseite des Kragens. Der Kragen hat 20,6 cm Innenbreite, ist 9,6 cm hoch und maximal 8,2 cm dick. Der Querbalken ist oval. Die gesamte erhaltene Länge beträgt 52,4 cm, der Querbalkenabschnitt ist 24,2 cm lang.
Das Joch ist aus Eschenholz geschnitzt, was die nötige Haltbarkeit bot. Esche ist fest, elastisch und schlagfest und bekannt für die Herstellung von Jochen bis ins Frühmittelalter. Der Verschleiß zeigt deutlich an, dass das Gerät vor seiner Deponierung genutzt wurde.